# محوطه باغ حاج نصرت
محوطه باغ حاج نصرت مربوط به دوران پیش از تاریخ ایران باستان است و در شهرستان الیگودرز، بخش مرکزی، روستای قدیم حوضیان واقع شده و این اثر در تاریخ ۲۴ اسفند ۱۳۸۳ با شمارهٔ ثبت ۱۱۷۴۰ به‌عنوان یکی از آثار ملی ایران به ثبت رسیده است.